# Království Rjúkjú
Království Rjúkjú či Rjúkjúské království (rjúkjúsky 琉球國, rúčú-kuku; japonsky 琉球王国, rjúkjú-ó-koku; čínsky 琉球國, liou čchiou kuo) byl stát existující od roku 1429 do roku 1879 na souostroví Rjúkjú. V 15. století se svěřilo pod ochranu dynastie Ming a v 17. století bylo napadeno knížectvím Sacuma (薩摩藩). V době své největší moci sahala jeho vláda od ostrova Amami po ostrov Jonaguni.

## Historie
Podle tří Rjúkjúských kronik: Čúzan Seikan (中山世鑑), Čúzan seifu (中山世譜) a Kjújó (球陽), dějiny Království Rjúkjú začínají dynastií Tenšon (天孫王朝), která byla u moci 17 000 let. Mnoho vědců v současnosti věří, že je to mytologická legenda, která byla vytvořena v 16. nebo 17. století, aby ospravedlnila vládu království Rjúkjú. Po zániku dynastie Tenšon vznikla dynastie Šunten (舜天王朝) (1187–1259). Podle Čúzan Seikanu zakladatel dynastie Šunten byl synem Minamotono Tametomo. Byl to aristokrat a příbuzný rodu japonských císařů. Minamotono Tametomo byl vyhnán na ostrovy Izu, poté co podlehl kjótskému dvoru, utekl z Honšú a usadil se v severní oblasti ostrova Okinawa. Tam se oženil s dcerou místního vládce. Několik čínských a japonských vědců tvrdí, že tato dynastie byla také vytvořena královským rodem Šó.
Ve 14. století na ostrově Okinawa existovalo mnoho malých oblastí, které byly sjednoceny do tří knížectví: Hokuzan (北山), Čúzan (中山) a Nanzan (南山). Tato doba je známa jako doba vlády tří králů nebo Sanzandžidai (三山時代). Tato tři knížectví, nebo domorodé federace pod vedením hlavních náčelníků spolu navzájem bojovala. Na začátku 15. století byla sjednocena do jednoho království Čúzan a uznána Čínou. Vůdce Čúzanu byl tedy oficiálně uznán jako spravedlivý král, který ovládal celou Okinawu až úplně vyhraje v boji s ostatními 2 knížectvími, Čínou. V roce 1430 vládci Čúzanu odevzdal svůj trůn i král Haši, který dostal od císaře dynastie Ming příjmení Šó, potom je znám jako Šó Haši (尚巴志). Haši již v roce 1429 dobyl Hokuzan, poprvé sjednotil do jednoho státu ostrov Okinawu a stal se zakladatelem první dynastie Šó.

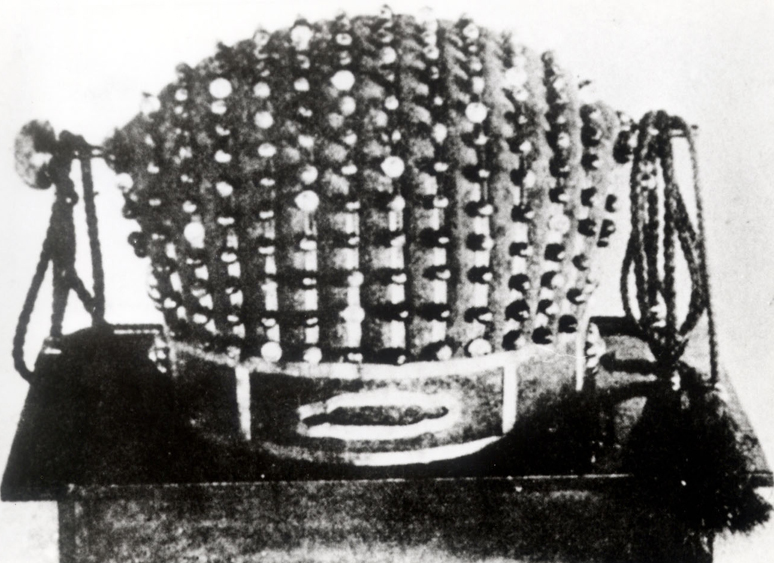
Královská koruna

Šó Haši přijal čínskou hierarchickou dvorní soustavu, nechal vystavět hrad Šuri a přístav Naha povýšil na hlavní město. Po několika generacích, v roce 1469 král Šó Toku zemřel bez dědice, potom patrový vazal vyhlásil, aby byl adoptovaný syn a už má udělení od Číny. Ten žadatel, kdo se jmenuje Šó En, založil druhou dynastii Šó. Rjúkjú prosperoval pod vedením Šó Šin, který byl v letech 1478–1526 druhý král této dynastie.

## Obchodování po Asii

Obchodní vlajka království Rjúkjú

Rjúkjú království diplomaticky ustanovilo přispívající vztahy s Čínou v období dynastie Ming a dynastie Čching. V této době se taky vyvinuly obchodní vztahy s Japonskem, Koreou a mnoha jihovýchodoasijskými zeměmi včetně Siamu, Království Pattani, Marraky, Čampy, Huế a Jávy. Mezi 15. a 16. stoletím se ve Východní Asii království Rjúkjú vynořilo jako hlavní obchodní zprostředkující. Japonské výrobky (např. stříbro, meče, vějíře, lakované zboží, Bjóbu) a čínské výrobky (léčivé byliny, ražené mince, strnulé keramiky, brokáty, textil) se vyměňovaly za jihovýchodoasijské zboží (sapanové stromy, nosorožčí rohy, cín, cukr, šedou ambru pravou, indickou slonovinu a arabská kadidla).

## Seznam rjúkjúských králů

Královský znak

Královská pečeť Rjúkjú

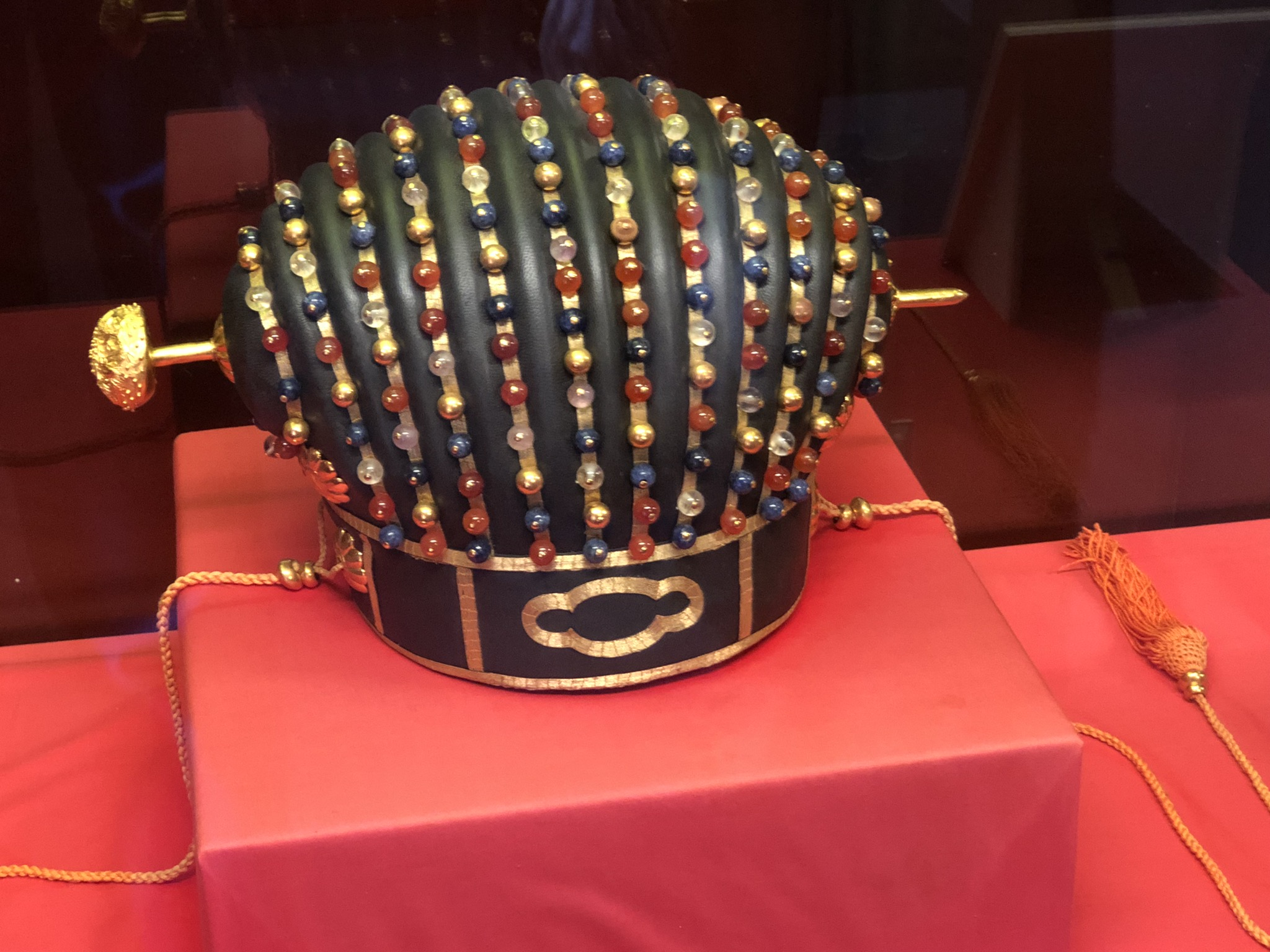
Replika královské koruny

| Jméno        | Kandži   | Vládnutí  | Linie nebo dynastie | Poznámky |
| ------------ | -------- | --------- | ------------------- | -------- |
| Šunten       | 舜天     | 1187–1237 | Linie Tenson        |          |
| Šun Badžunki | 舜馬順熈 | 1238–1248 | Linie Tenson        |          |
| Gihon        | 義本     | 1249–1259 | Linie Tenson        |          |
| Eiso         | 英祖     | 1260–1299 | Linie Eiso          |          |
| Taisei       | 大成     | 1300–1308 | Linie Eiso          |          |
| Eidži        | 英慈     | 1309–1313 | Linie Eiso          |          |

| Jméno      | Kandži  | Vládnutí  | Linie nebo dynastie | Poznámky         |
| ---------- | ------- | --------- | ------------------- | ---------------- |
| Tamagusuku | 玉城    | 1314–1336 | Linie Eiso          |                  |
| Seii       | 西威    | 1337–1354 | Linie Eiso          |                  |
| Satto      | 察度    | 1355–1395 | -                   |                  |
| Bunei      | 武寧    | 1396–1407 | -                   |                  |
| Šó Šišó    | 尚 思紹 | 1407–1421 | První dynastie Šó   |                  |
| Šó Haši    | 尚 巴志 | 1422–1429 | První dynastie Šó   | jako král Čúzanu |

| Jméno      | Kandži | Vládnutí               | Linie nebo dynastie | Poznámky                                                                     |
| ---------- | ------ | ---------------------- | ------------------- | ---------------------------------------------------------------------------- |
| Šó Haši    | 尚巴志 | 1429–1439              | První dynastie Šó   | jako král Rjúkjú                                                             |
| Šó Čú      | 尚忠   | 1440–1442              | První dynastie Šó   |                                                                              |
| Šó Šitacu  | 尚思達 | 1443–1449              | První dynastie Šó   |                                                                              |
| Šó Kinpuku | 尚金福 | 1450–1453              | První dynastie Šó   |                                                                              |
| Šó Taikjú  | 尚泰久 | 1454–1460              | První dynastie Šó   |                                                                              |
| Šó Toku    | 尚徳   | 1461–1469              | První dynastie Šó   |                                                                              |
| Šó En      | 尚円   | 1470–1476              | Druhá dynastie Šó   | známý také jako Kanamaru Učima                                               |
| Šó Sen'i   | 尚宣威 | 1477                   | Druhá dynastie Šó   |                                                                              |
| Šó Šin     | 尚真   | 1477–1526              | Druhá dynastie Šó   |                                                                              |
| Šó Sei     | 尚清   | 1527–1555              | Druhá dynastie Šó   |                                                                              |
| Šó Gen     | 尚元   | 1556–1572              | Druhá dynastie Šó   |                                                                              |
| Šó Ei      | 尚永   | 1573–1586              | Druhá dynastie Šó   |                                                                              |
| Šó Nei     | 尚寧   | 1587–1620              | Druhá dynastie Šó   | za jeho vlády se odehrál nájezd Sacumy; první král, který byl vazalem Sacumy |
| Šó Hó      | 尚豊   | 1621–1640              | Druhá dynastie Šó   |                                                                              |
| Šó Ken     | 尚賢   | 1641–1647              | Druhá dynastie Šó   |                                                                              |
| Šó Šicu    | 尚質   | 1648–1668              | Druhá dynastie Šó   |                                                                              |
| Šó Šóken   | 尚象賢 | 1666–1673              | Sessei              | první historik Rjúkjú                                                        |
| Šó Tei     | 尚貞   | 1669–1709              | Druhá dynastie Šó   | známý také jako Šang Ťing; žil 1645–1709                                     |
| Šó Eki     | 尚益   | 1710–1712              | Druhá dynastie Šó   | známý také jako Šang Ben; žil 1678–1712                                      |
| Šó Kei     | 尚敬   | 1713–1751              | Druhá dynastie Šó   | známý také jako Šang Ťing; žil 1700–1751                                     |
| Sai On     | 蔡温   | 1751–1752              | Kokuši (regent)     | významný rjúkjúský učenec a historik; žil 1682–1761                          |
| Šó Boku    | 尚穆   | 1752–1795              | Druhá dynastie Šó   | známý také jako Šang Mu; žil 1739–1795                                       |
| Šó On      | 尚温   | 1796–1802              | Druhá dynastie Šó   | známý také jako Šang Wen; žil 1784–1802                                      |
| Šó Sei     | 尚成   | 1803–1804              | Druhá dynastie Šó   | známý také jako Šang Čeng; žil 1783–1804                                     |
| Šó Kó      | 尚灝   | 1804–1828              | Druhá dynastie Šó   | známý také jako Šang Chao; žil 1787–1839                                     |
| Šó Iku     | 尚育   | 1829–1847              | Druhá dynastie Šó   | známý také jako Šang Yu; žil 1813–1847                                       |
| Šó Tai     | 尚泰   | 1848 – 11. března 1879 | Druhá dynastie Šó   | známý také jako Šang Tai; žil 1843–1901; poslední rjúkjúský král             |